# 国場駅
国場駅（こくばえき）は、1914年（大正3年）から1945年（昭和20年）までの間、沖縄県那覇市国場にあった沖縄県営鉄道与那原線・糸満線の駅（廃駅）である。

## 歴史
- 1914年（大正3年）12月1日：与那原線の駅として開業。
- 1923年（大正12年）7月1日：当駅を起点とする糸満線が開通し、接続駅となる。
- 1945年（昭和20年）3月28日頃：最終運行後、沖縄戦のため列車の運行がなくなり事実上廃止となる。

## 駅構造
駅舎はスレート葺きの屋根を持ち、売店が併設されていた。駅長1名、助役1名と駅夫4名が配置されていた。那覇駅までの運賃は2等で8銭、3等で5銭であった。

## 駅周辺
集落は駅から離れた場所にあり、駅周辺には畑が広がっていた。

## 隣の駅
沖縄県営鉄道
与那原線
真玉橋駅 - 国場駅 - 一日橋駅
糸満線
国場駅 - 津嘉山駅